# Julie Genthe
Julie Emilie Genthe (* 6. November 1869 in Rochlitz; † 25. Oktober 1938 in Leipzig) war eine deutsche Bildhauerin und Medailleurin.

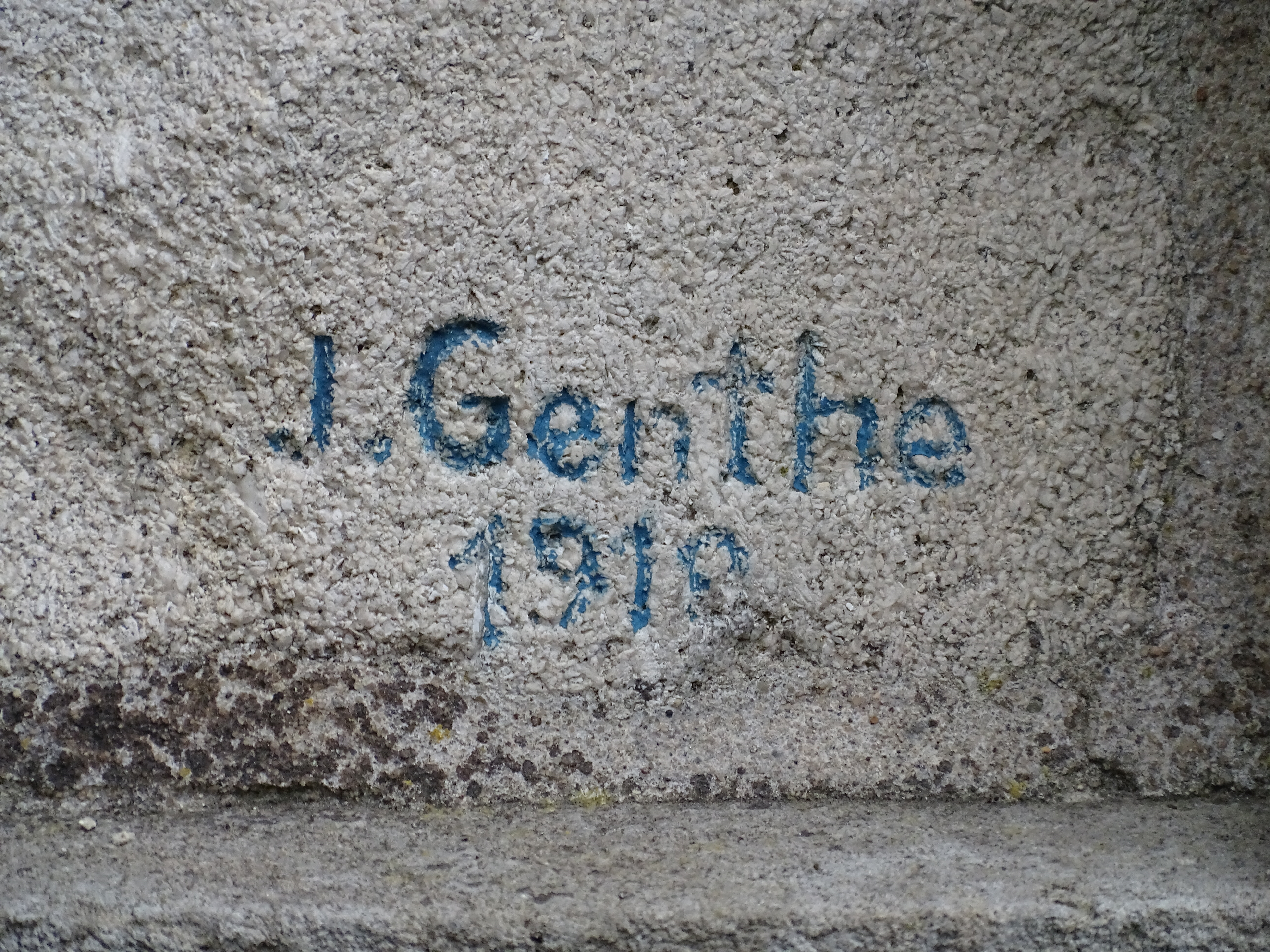
Signatur von Julie Genthe am Grabmal Seyfert

## Leben

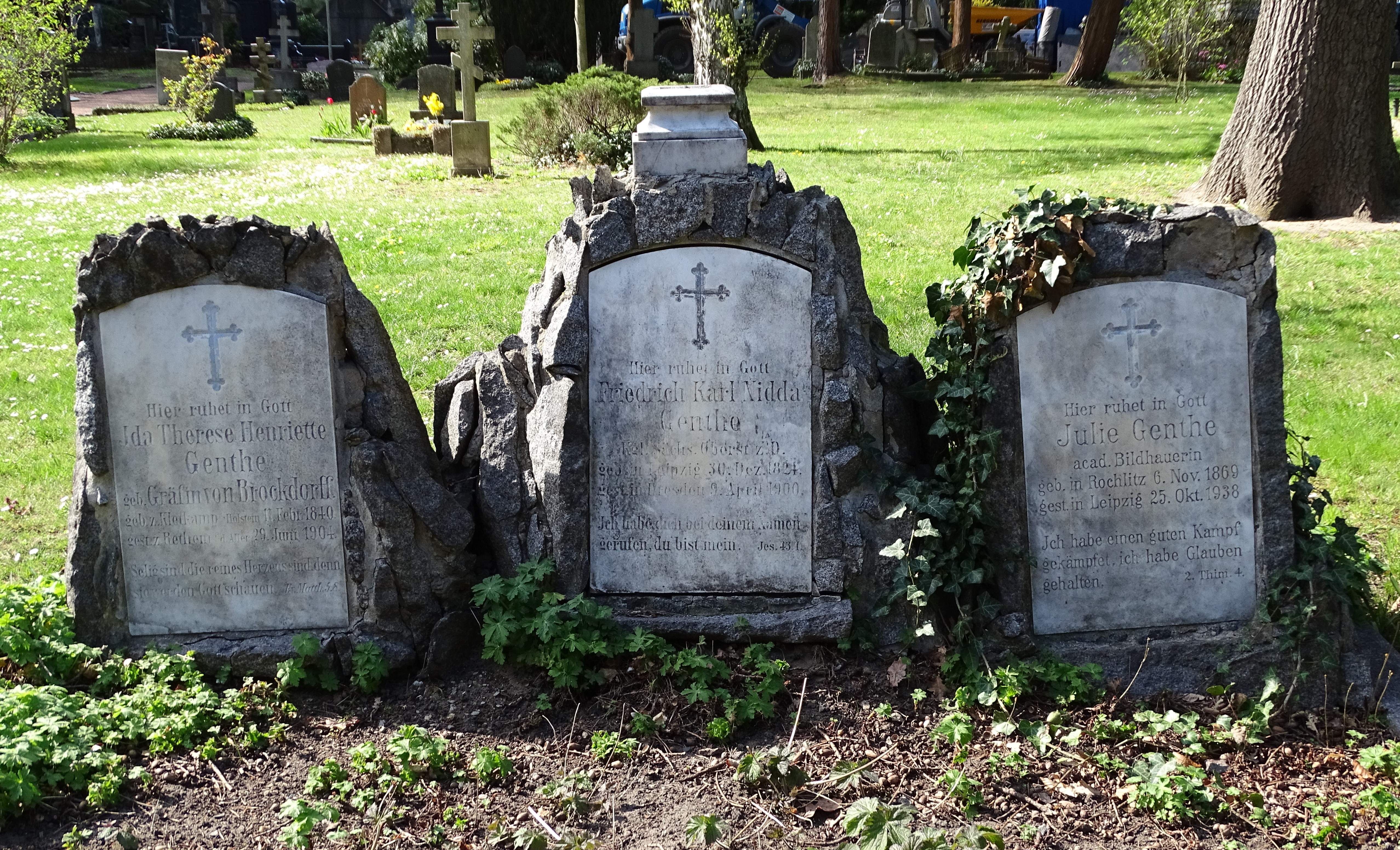
Grab von Julie Genthe auf dem Johannisfriedhof in Dresden

Genthe war die Tochter von Oberst Friedrich Karl Nidda Genthe (1824–1900) und Ida Juliane Therese Henriette Genthe, geb. Gräfin von Brockdorff (1840–1904). Sie wuchs mit zwei älteren Schwestern (Charlotte Wilhelmine, verh. von Möller * 1865; Ida Conradine, verh. von Scheele * 1867) und einem jüngeren Bruder (Friedrich Genthe, 1873–1946) auf. Die Familie lebte kurze Zeit in Grimma, wo Friedrich Karl Nidda Genthe von 1870 bis 1874 als Kommandeur des Königlich Sächsischen 2. Husaren-Regiments Nr. 19 „Kronprinz Wilhelm des Deutschen Reiches und von Preußen“ stationiert war und wo 1873 Genthes Bruder Friedrich auf die Welt kam, und zog 1874/5 nach Dresden auf die Tieckstraße 14. Ab 1890 lebte die Familie im Ort Striesen, der 1892 nach Dresden eingemeindet wurde. Bis zu ihrem Wegzug nach dem Tod des Vaters 1900 wohnte Genthe mit ihrer Familie auf der Glasewaldtstraße 17.
Genthe verbrachte ihre Kindheit und Jugend in Dresden, wo sie die Schule besuchte. Sie zeigt zunächst Interesse an der Malerei und war Schülerin des Dresdner Malers Carl Bantzer, bevor sie sich der Bildhauerei zuwandte. Sie gilt als Schülerin des Bildhauers Robert Diez, wobei der genaue Umfang des Unterrichts nicht mehr rekonstruiert werden kann. Das von Hans Wolfgang Singer herausgegebene Allgemeine Künstler-Lexicon schrieb 1901, dass Genthe „Schülerin von R. Diez“ war, und das Leipziger Tageblatt 1903, dass Genthe „auf Befürwortung Professor Diez’ in Dresden die Plastik […] [ergriffen]“ habe. Es ist möglich, dass Genthe ähnlich wie Etha Richter von Georg Treu an Diez vermitteln wurde, der sie „privat förderte und betreute.“ Eine erste Ausstellungsbeteiligung ist für 1887 nachgewiesen, als im Lokal des Sächsischen Kunstvereins im Dresdner Brühlschen Palais ihr „Reliefbildnis in Gips“ gezeigt wurde.
Genthe lernte als Schülerin von Jules Clément Chaplain, Alexandre Charpentier und Albert Bartholomé Bildhauerei in Paris und bildete sich anschließend an der Académie royale des Beaux-Arts de Bruxelles unter der Leitung von Constantin Meunier und Charles van der Stappen weiter. Während ihrer Brüsseler Lehrzeit nahm sie an einem Bildhauerwettbewerb teil, den sie gewann; ihr konnte der Preis jedoch nicht zugesprochen werden, „da eine Beteiligung von Damen an dieser Konkurrenz nicht vorgesehen war.“
Ab 1899 war Genthe als Künstlerin selbstständig tätig. 1899 war sie im Mitgliederverzeichnis des Vereins bildender Künstler Dresden unter der Adresse Dresden-Blasewitz, Tolkewitzerstraße 14 gelistet. Bis zum Tod ihres Vaters 1900 wirkte sie in Dresden und lebte anschließend in Leipzig (von 1907/8 bis 1910 auf der Marienstraße 9a, heute Chopinstr., gemeldet). Sie hielt sich zudem regelmäßig in Rethem bei ihrer Schwester Charlotte von Möller auf; Aufenthalte in Rethem sind bis in die späten 1920er-Jahre nachweisbar. Im Jahr 1913 war sie in Berlin gemeldet und lebte und arbeitete im Künstlerhaus Siegmunds Hof 11 im Hansaviertel, in dem auch Käthe Kollwitz und Tina Haim-Wentscher Ateliers besaßen. In den 1920er-Jahren lebte sie auf der Gasteiner Straße 13 in Berlin-Wilmersdorf. Genthe, die zeitlebens unverheiratet blieb, verstarb 1938 in Leipzig und wurde auf dem Dresdner Johannisfriedhof im Grab der Eltern beigesetzt.

## Wirken

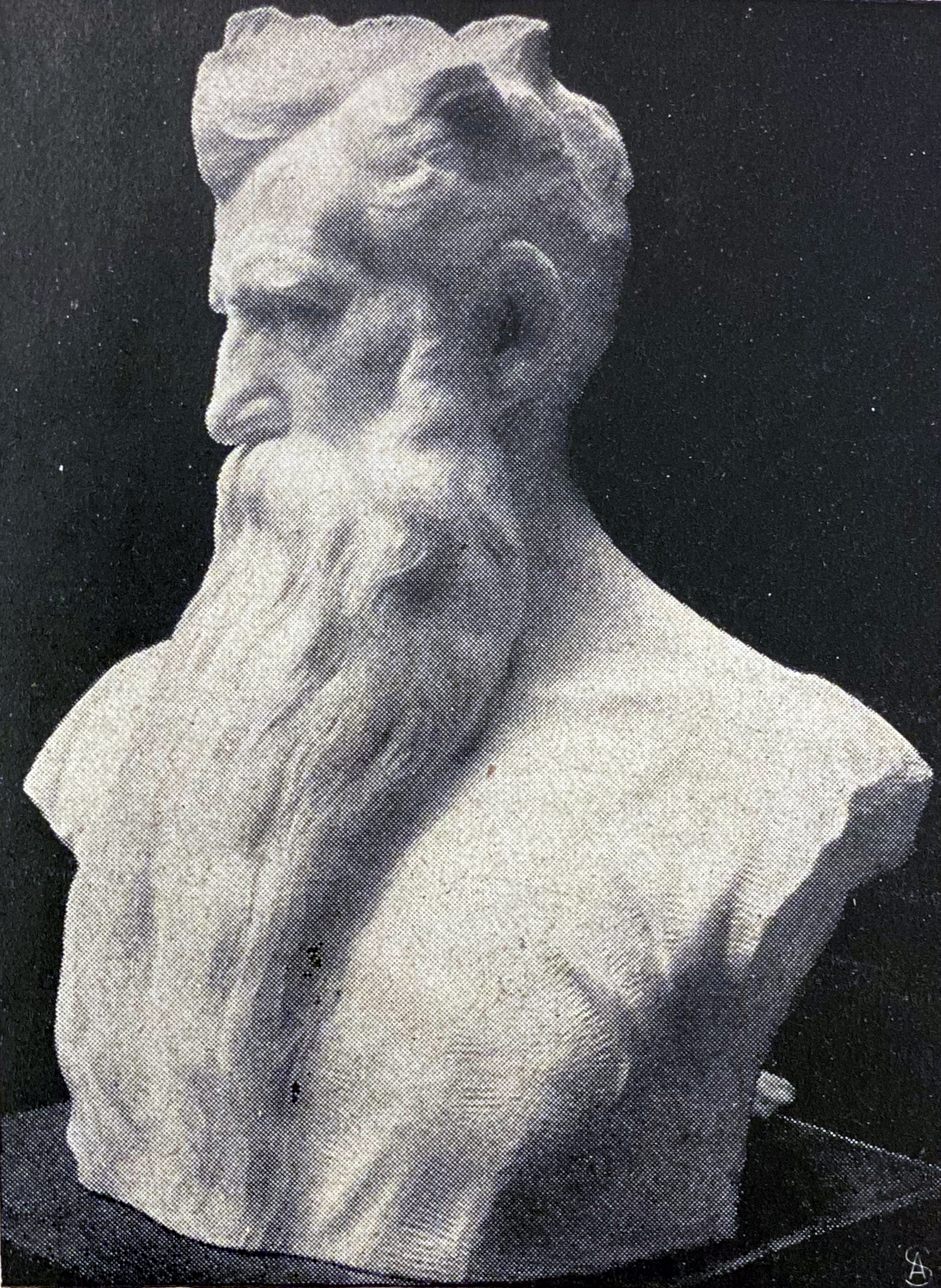
Julie Genthe – Männerkopf, Marmor vor 1913

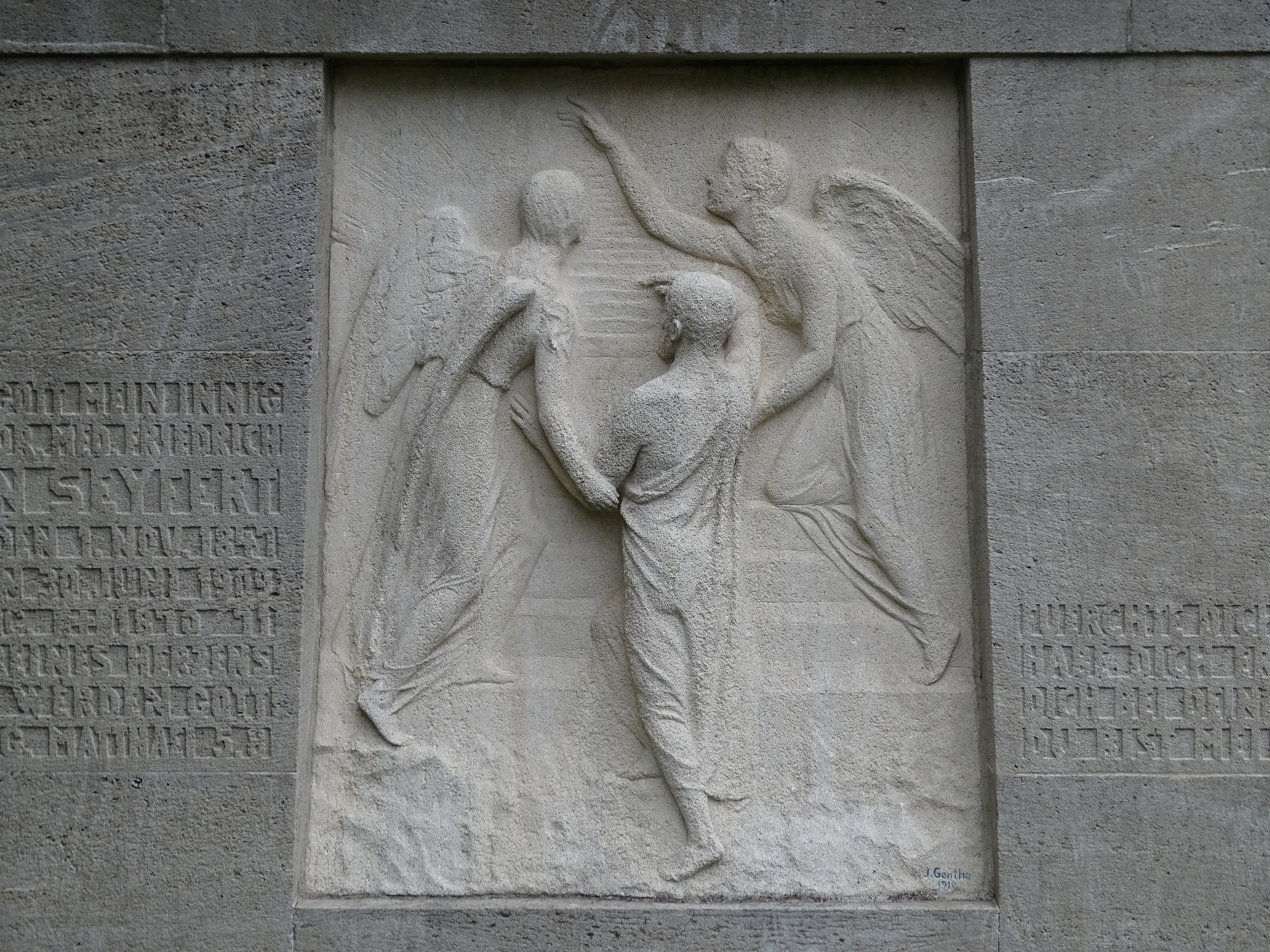
Grabmal Seyfert auf dem Johannisfriedhof in Dresden, Grabrelief von Julie Genthe um 1918/19

Genthe war ab 1899 als freischaffende Künstlerin tätig. In diesem Jahr trat sie mit einem Studienkopf (Männerkopf, Titel Étude) im Pariser Salon der Société nationale des beaux-arts in Erscheinung. Sie stellte ihre Werke bis Ende des Ersten Weltkriegs regelmäßig in Dresden, Leipzig, Düsseldorf, Paris, Berlin, München und anderen Städten aus. Ihre Ausstellungen waren dabei aufwändig und zeigten bis zu 60 Werke der Künstlerin. Unterstützung bei Logistik und Organisation der Ausstellungen erhielt Genthe unter anderem vom Direktor der Dresdner Skulpturensammlung Georg Treu und dem Kurator der Sammlung Max Kühnert, die engen Kontakt mit Genthe pflegten. Mehrfach war sie auf Sonderausstellungen in ganz Deutschland mit ihren Werken vertreten, so 1902 auf der Münchener Jahresausstellung im Glaspalast.
Genthe war auf Medaillenschnitt und Reliefkunst spezialisiert. Sie schuf Büsten, Reliefs, Plaketten, Medaillen, Medaillons und „graziöse Porträtstatuetten“. Neben Miniaturen entstanden zudem monumentale Werke in Stein und Bronze, darunter vor 1921 Grabskulpturen und -reliefs in Dresden und auf dem Friedhof Pirna. Das Grabmal Seyfert auf dem Dresdner Johannisfriedhof ähnelt in der Darstellung einem Relief Genthes, das bereits 1903 in einer Ausstellung in Leipzig zu sehen war. Das getönte Relief mit dem Titel Heimkehr zeigte dabei eine Jünglingsfigur, „von zwei Engeln geleitet, die [die] zu dem Thron des ewigen Richters führenden Stufen hinaufsteigt.“ Seltener war Genthe im Bereich der angewandten Kunst tätig: Sie schuf unter anderem eine silberne Gürtelschnalle, ein Tintenfass, einen Rahmen mit Bronzeplaketten sowie ein Schmuckkästchen, das auf dem Deckel „eine an einem Weiher sitzende keusche Mädchenfigur zeigt, die sich in dem klaren Wasser desselben spiegelt.“
Zu den bekanntesten Werken Genthes zählt die Büste meines Vaters, die sie 1900 in Gips modellierte. Die Gipsbüste wurde 1903 durch die Dresdner Skulpturensammlung angekauft und ist bis heute im Besitz der Staatlichen Kunstsammlungen Dresden, die sie unter dem Titel Der Vater der Künstlerin Julie Genthe führen. Vor 1914 setzte Genthe die Büste in Marmor um. Das Marmorwerk wurde unter anderem im Rahmen der Großen Berliner Kunstausstellung in Berlin (1916) sowie im Kunstpalast in Düsseldorf (1917) gezeigt. Möglicherweise über den Kontakt Genthes zu Wilhelm von Bode gelangte die Büste in den Besitz der Berliner Skulpturensammlung, die sie 1984 an die Nationalgalerie in Berlin abgab. Sie war im Rahmen der Ausstellung Kampf um Sichtbarkeit. Künstlerinnen der Nationalgalerie vor 1919 ab Oktober 2019 erstmals in der Nationalgalerie zu sehen. Im Vorfeld war das kriegsbeschädigte Werk restauriert worden.
Genthe beteiligte sich 1904 am sächsischen Wettbewerb um die staatlichen Ankäufe für Kabinetts- und Kleinplastik und gehörte zu den 25 ausgezeichneten Künstlern. Angekauft wurden die Zinnplakette Martina Trefftz und das Oltwig von Kamptz im Profil zeigende Medaillon Major von Kamptz, Kommandeur der Schutztruppe 1900, die sich seither in der Skulpturensammlung in Dresden befinden.
Besondere Aufmerksamkeit erhielt Genthe auch für die kleine Porträtplakette ihres Lehrers Albert Bartholomé, die 1904 in Paris entstand. Sie gilt als „dessen frühestes plast[isches] Portr[ät]“ und Genthe schuf es „in weich fließenden Formen mit sichtbaren Arbeitsspuren“. Genthe reichte sie unter anderem 1905 beim Wettbewerb um die staatlichen Ankäufe für Kabinetts- und Kleinplastik der sächsischen Staatsregierung ein, wo sie als eine von 46 Arbeiten ausgezeichnet und explizit für die Skulpturensammlung im Albertinum erworben wurde. Zum Zeitpunkt der Auszeichnung war das Relief noch ungegossen (Vermerk: „für Bronze bestimmt)“.
Über Genthes Wirken nach Ende des Ersten Weltkriegs ist wenig bekannt. Bereits 1912 beklagte sie in einem Brief an Max Kühnert die wachsende Konkurrenz, verbunden mit steigendem Erwerbsdruck, so agiere vor allem „das Gros der Mittelmäßigen […] mit Fäusten u. Ellenbogen“.

## Stil und Rezeption
Genthes Werke sind von ihrer Ausbildung in Frankreich geprägt; sie selbst charakterisierte ihren Stil als malerisch und „mehr französisch…“. Charakteristisch ist eine lockere Modellierung, wie sie zum Beispiel in der Büste meines Vaters zu sehen ist, die deutlich den Einfluss Genthes französischer Lehrer zeigt. Von Zeitgenossen wurde der Stil Genthes als modern wahrgenommen, jedoch unterschiedlich bewertet. Die Dresdner Nachrichten sahen Genthes Stil zunächst eher kritisch:

„Durchaus modern erscheint […] Julie Genthe, […] die in der Behandlung der Bildnißbüsten monumentale Wirkungen anstrebt und mit der gleichen Wucht wie ihre meisterlichen Lehrer zu charakterisiren versucht. Das bedingt freilich eine möglichst große Entfernung zwischen Bildwerk und Beschauer, da ihre Büsten bei aller Verve im Konzipieren in der Nähe betrachtet etwas Unfertiges und Rohes an sich haben. Auch weiß man nicht, ob bei dieser keinesfalls zur Nachahmung empfehlenswerthen Besonderheit die Künstlerin nicht aus der Noth eine Tugend macht; jedenfalls setzt eine subtile Durchführung und reiche Ausarbeitung der Details mehr Mühe und Fleiß voraus, als dieses geniale ‚aufs Ganze gehen‘.“

Schon im Folgejahr schrieb die Zeitung jedoch über „Julie Genthe’s in französischer Art interessant vereinfachende Porträtköpfe“ und lobte 1906, dass Genthe „erhebliche Fortschritte namentlich in der frei anmutenden Konzipierung gemacht hat“. Maler und Kunstrezensent Ernst Kiesling lobte Genthes Werk anlässlich ihrer ersten Ausstellung in Leipzig 1903 besonders, so „steckt so viel selbständige Anschauung und eingehende Naturbeobachtung darin [=in ihren Schöpfungen], daß keiner gleichmütig vorüber gehen wird, der nicht gewohnt ist, durch unsere Kunstausstellungen oberflächlichen Blickes zu pilgern.“ Auch aus seiner Sicht tritt „eine gewisse Vorliebe zu malerischer Behandlung […] deutlich in den Plaketten und Reliefs, ja zum Teil auch in ihren Büsten hervor. […] Ein der Künstlerin eigener gesunder Wirklichkeitssinn läßt ihre künstlerische Anschauung als durchaus realistisch erscheinen, die sich jedoch keineswegs in kleinlichen Einzelheiten verliert, sondern durch das Streben nach dem Betonen des Bedeutsamen, ihren Arbeiten immer einen ins Große gehenden, einheitlichen Zug verleiht“.
Die 1903 in Leipzig ausgestellte Büste des Generals von Treitschke lobte die Kritik als „vorzügliche Schöpfung“ und als für Genthe „wesentlichen Fortschritt auf dem Gebiet der Bildnis-Plastik“. Als König Georg und Karl Ludwig d’Elsa im Juni 1903 den Kunstsalon Emil Richter in Dresden besuchten, um dort eine Ausstellung junger Düsseldorfer Künstler zu besichtigen, wurde berichtet, dass Genthes ebenfalls ausgestellte plastische Werke, darunter die Büste von Treitschkes, „ganz besonderes Interesse fanden“. Das Museum der bildenden Künste erwarb die Büste vor 1928 von der Stadt Leipzig; sie gilt als verschollen.
Das Leipziger Tageblatt schrieb 1908 zwar von der „unzweifelhaften bildnerischen Begabung“ Genthes und attestierte ihren Porträtplaketten „durchaus Qualität“, kritisierte jedoch, dass sich „die Individualität der Künstlerin […] nirgends über das Mittelmaß [erhebt]. Es gibt Dinge […], die einfach banal sind, wo die Kunst aufhört und das Handwerk beginnt.“ Andere Rezensenten kritisierten, dass sich Genthes Werk nicht weiterentwickelte, so boten Werke einer Herbstausstellung 1900 „in keiner Hinsicht mehr als das, was wir im Frühjahr von ihr gesehen haben.“
„Man hat die Empfindung, sich einem Talent gegenüber zu befinden, das sich einfach, ohne Pose gibt“, schrieben die Dresdner Nachrichten 1909. Der Cicerone befand 1913, dass Genthe „vortreffliches als Porträtbildhauerin leistet“, während Die Woche sie 1913 als „bekannte talentvolle Bildhauerin“ vorstellte, die „Bronze- und Marmorbüsten von prägnanter Naturtreue und wirkungsvoller Plastik“ schaffe.
In der Gegenwart werden Genthe, die weitgehend vergessen ist, und ihr Werk geschätzt, so habe sie „[a]ls Porträtkünstlerin […] einfühlsame Darstellungen in weicher, fließender Formgebung“ geschaffen. Im Rahmen der Ausstellung Kampf um Sichtbarkeit aus dem Jahr 2019 wurde sie als eine der Bildhauerinnen, „die sich im Bereich der fortschrittlichen Porträtdarstellung und Medaillenkunst einen Namen gemacht haben“, vorgestellt.

## Werke (Auswahl)

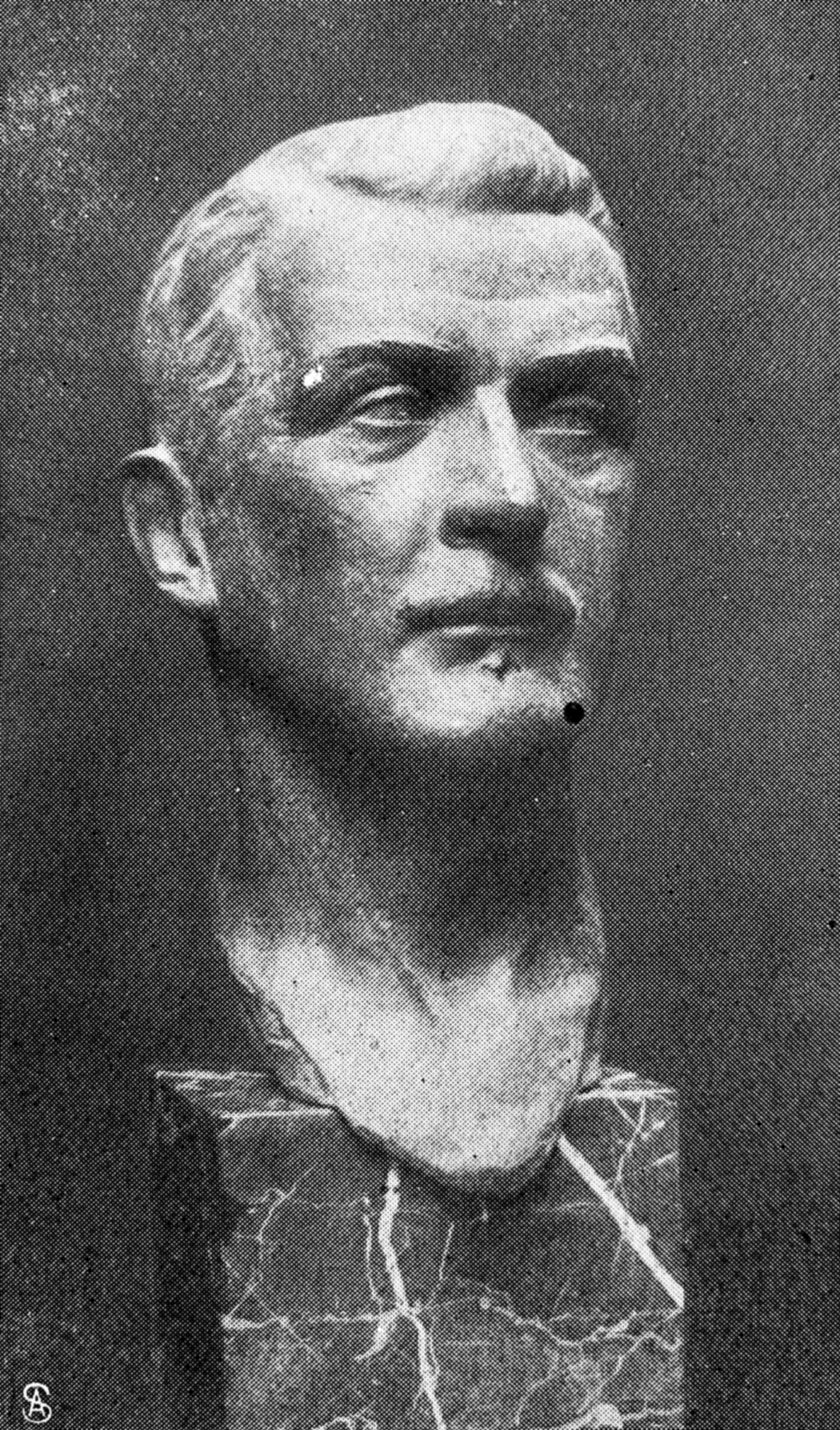
Graf zu Rantzau – Bronzebüste, vor 1913

- 1900: Büste meines Vaters, Gipsmodell, signiert Jul. Genthe f, Skulpturensammlung, Albertinum Dresden
- 1900: Oberst Hoch Dresden 1900, Bronzeplakette, signiert JG, Privatbesitz
- 1900: Major von Kamptz, Kommandeur der Schutztruppe 1900, Medaillon, einseitiger Bronzeguss, signiert Julie Genthe fec., Skulpturensammlung Dresden (gezeigt auf der Großen Kunstausstellung Dresden 1904, existiert auch als einseitiger Zinnguss)
- 1900: Leopold Graf von Posadowsky-Wehner, Bronzeguss, unsigniert
- 1901: Jules Delapierre Pasteur Menton 1901, Bronzeplakette, signiert Jul. Genthe, Privatbesitz
- (vor) 1901: Bildnis eines Geistlichen, Büste in Gips (gezeigt auf der Internationalen Kunstausstellung Dresden 1901)
- (vor) 1901: Männliches Bildnis mit langem Bart, Büste in Gips (gezeigt auf der Internationalen Kunstausstellung Dresden 1901)
- (vor) 1901: Männliches Bildnis, Büste in Gips (gezeigt auf der Internationalen Kunstausstellung Dresden 1901)
- (vor) 1901: Männliches Bildnis 1, Bronzerelief (gezeigt auf der Internationalen Kunstausstellung Dresden 1901)
- (vor) 1901: Männliches Bildnis 2, Bronzerelief (gezeigt auf der Internationalen Kunstausstellung Dresden 1901)
- (vor) 1901[7]: Exzellenz General von Treitschke, Bronzebüste, Museum der Bildenden Künste Leipzig (gezeigt im Leipziger Kunstverein 1903 und auf der Großen Kunstausstellung Dresden 1904)
- (vor) 1901: Frau von Holleben[7], Bronzestatuette, 1904 in Privatbesitz (gezeigt auf der Großen Kunstausstellung Dresden 1904)
- vor 1902: Kopf eines Buren, Büste (gezeigt auf der Jahresausstellung im Glaspalast in München sowie auf der Deutsch-Nationalen Kunstausstellung in Düsseldorf, beides 1902)
- (vor) 1902: Geistlicher, Studienkopf (gezeigt auf der Deutsch-Nationalen Kunstausstellung Düsseldorf 1902)
- vor 1903: Heimkehr, getöntes Relief (gezeigt auf einer Ausstellung des Leipziger Kunstvereins 1903)
- (vor) 1903: Büste eines Geistlichen, Marmor (gezeigt im Leipziger Kunstverein 1903)
- 1903: Lily Trefftz Leipzig 1903, Plakette, einseitiger Zinnguss, signiert Jul. Genthe fec., Privatbesitz (gezeigt auf der Großen Kunstausstellung Dresden 1904)
- 1903: Martina Trefftz Leipzig 1903, Plakette, einseitiger Zinnguss, signiert Julie Genthe fec., Skulpturensammlung Dresden (gezeigt auf der Großen Kunstausstellung Dresden 1904)
- 1903: Professor Doctor Julius Vogel Leipzig 1903, Porträt, Bronze, Museum der Bildenden Künste Leipzig
- 1903: Louise Gräfin Brockdorff Ahlefeldt 1903, Bronzeplakette, signiert Jul. Genthe, Privatbesitz
- 1903: F. Genthe, Oberleutnant Ulan. 18, Bronzeplakette, signiert Julie Genthe fec., Privatbesitz
- 1903: Plakette Elise Treu, geschaffen für Georg Treu[22]
- vor 1904: Bildnis einer jungen Frau im Profil nach links, Brosche, Silberguss, Skulpturensammlung Dresden[47] (gezeigt auf der Großen Kunstausstellung Dresden 1904, evtl. identisch mit der bei Singer 1901 erwähnten silbernen Bildnisbrosche, die schon damals im Besitz des Albertinums war[7])
- 1904: Bildnis einer älteren Dame, Porträt, Bronze, signiert Jul. Genthe fec, Museum der Bildenden Künste Leipzig
- (vor) 1904: Weibliches Bildnis, Bronzeplakette, 1904 in Privatbesitz (gezeigt auf der Großen Kunstausstellung Dresden 1904)
- (vor) 1904: Ein neues Buch, Bronzeplakette (gezeigt auf der Großen Kunstausstellung Dresden 1904)
- (vor) 1904: Felicitas von Petzy, Zinnplakette (gezeigt auf der Großen Kunstausstellung Dresden 1904)
- (vor) 1904: Prof. Dr. Julius Vogel, Zinnplakette (gezeigt auf der Großen Kunstausstellung Dresden 1904)
- 1904/5: Albert Bartholomé Paris 1904, Plakette mit Brustbild, Bronzeguss, signiert Julie Genthe fec., Museum der Bildenden Künste Leipzig; Staatliche Kunstsammlungen Dresden (Skulpturensammlung)
- 1906: Hinz Henning aus dem Winckel 1906, Plakette, signiert Julie Genthe fec., Privatbesitz
- (vor) 1907: Kinderbüste, Gips (gezeigt auf der Deutsch-Nationalen Kunstausstellung, Düsseldorf 1907)

- (vor) 1908: Knabe, Porträtstatuette, Gips (gezeigt auf der Großen Kunstausstellung Dresden 1908)
- 1908: Medaille für Kunst und Wissenschaft Ernst II., Inschrift Dem Verdienste um Kunst und Wissenschaft, Medaille, verliehen in Gold (Silberprägung matt vergoldet) und in Silber,[48] mit Bildnis Herzog Ernst II. von Sachsen-Altenburg, signiert Genthe
- (vor) 1909: Hund, Bronze, Privatbesitz[49]
- 1910er-Jahre: Figurengruppe Grabmal Seyfert, Dresden, Kalksteinrelief, ca. 125 × 100 cm, signiert J. Genthe
- (vor) 1912: Porträtbüste des General von Krauß (gezeigt auf der Großen Kunstausstellung Dresden 1912)
- 1912: Berlin, VI. Internationaler Gynäkologenkongreß 1912, Medaille, zweiseitiger Bronzeguss, signiert JG fec., Museum der Bildenden Künste Leipzig; Skulpturensammlung Dresden
- 1912: B. v. d. Knesebeck * 1851; † 1911, Plakette, Bronzeguss, signiert J. G., Privatbesitz
- (vor) 1912: Sohn des Geheimrat Bumm, Berlin, Statuette in Bronze (gezeigt auf der Ausstellung Frauenkunst 1912)
- (vor) 1912: Hans und Oskar Wolf, Statuette in Bronze (gezeigt auf der Ausstellung Frauenkunst 1912)
- (vor) 1912: Karl d’Elsa, Statuette in Gips (gezeigt auf der Ausstellung Frauenkunst 1912)
- (vor) 1912: Frau Gräfin Vitzthum, Statuette in Terracotta (gezeigt auf der Ausstellung Frauenkunst 1912)
- (vor) 1912: Exz. General v. Kirchbach, Leipzig, Statuette in Bronze (gezeigt auf der Ausstellung Frauenkunst 1912)
- (vor) 1912: Kinderköpfchen (Alfred v. Grundherr) (gezeigt auf der Ausstellung Frauenkunst 1912)
- (vor) 1912: Am Ufer, weibliche Aktfigur (gezeigt auf der Ausstellung Frauenkunst 1912)
- (vor) 1912: Schmuckkästchen, angewandte Kunst (gezeigt auf der Ausstellung Frauenkunst 1912)
- (vor) 1912: Tintenfaß, angewandte Kunst (gezeigt auf der Ausstellung Frauenkunst 1912)
- (vor) 1913: Graf zu Rantzau, Bronzebüste (1913 in der Galerie Eduard Schulte in Berlin ausgestellt)
- (vor) 1913: Männerkopf, Marmorbüste (1913 in der Galerie Eduard Schulte in Berlin ausgestellt)
- (vor) 1913: Knabenporträt, Marmorskulptur (1913 in der Galerie Eduard Schulte in Berlin ausgestellt)
- vor 1914: Büste meines Vaters, Marmorbüste, Nationalgalerie Berlin
- 1914[50]: Ehrenpreis für hervorragende Leistungen, Bronzemedaille, auch ausgeführt in Bronze (versilbert), mit Bildnis Herzog Ernst II. von Sachsen-Altenburg, signiert Julie Genthe, u. a. Münzkabinett Dresden
- (vor) 1916: Büste eines Geistlichen, Gipsbüste (gezeigt auf der Großen Berliner Kunstausstellung 1916)
- o. J.: zweiteilige, figürlich gestaltete Gürtelschnalle in Silber, Kunstgewerbemuseum Dresden (verschollen)

## Ausstellungen (Auswahl)
- 1887: Lokal des Sächsischen Kunstvereins im Brühlschen Palais (Reliefbildnis in Gips)
- 1899: Salon der Société nationale des beaux-arts, Paris
- 1900 (Frühjahr): Oberlichtsaal im Kunstsalon Emil Richter, Dresden
- 1900 (Weihnachten): Kunstsalon Emil Richter, Dresden (größere und kleinere Büsten)
- 1901: Internationale Kunstausstellung Dresden (5 Bildnisse)[51]
- 1901: Einzelausstellung im Kunstsalon Emil Richter, Dresden
- 1902: Große Berliner Kunstausstellung, Berlin (Bildnisbüste)[52]
- 1902: Jahresausstellung im Glaspalast, München (Kopf eines Buren, Bildnisbüste seines Vaters)[53]
- 1902: Deutsch-Nationale Kunst-Ausstellung, Düsseldorf (Kopf eines Buren, Geistlicher)[54]
- 1903: Einzelausstellung Kunstverein Leipzig (u. a. Kopf eines Buren, Büste des Vaters, Kopf M. von Egidy, Schmuckkästchen mit Mädchenfigur)
- 1903: Salon der Société nationale des beaux-arts, Paris
- Mai 1903: Ausstellung der Büste Exzellenz General von Treitschke im Eingangssaal des Leipziger Kunstvereins,[55] ab Juni zusätzlich Büste eines Geistlichen[56]
- 1903: Ausstellung im Kunstsalon Emil Richter (Exzellenz General von Treitschke)
- 1904: Große Kunstausstellung Dresden (9 Bildnisplaketten, Büste Exzellenz General von Treitschke)[57]
- 1905: Kunstverein, Leipzig (Tonmodell Porträtplakette Albert Bartholomé)[58]
- 1906: Ausstellung von staatlichen Neuerwerbungen im Herkulanerinnen-Saal der Skulpturensammlung im Albertinum (Porträtplakette Albert Bartholomé)[59]
- 1906: Salon der Société nationale des beaux-arts, Paris (Porträtplaketten u. a. Lily Trefftz, Albert Bartholomé)[60]
- 1906: Ausstellung der Gruppe Dresdner Künstlerinnen, Kunstsalon Emil Richter, Dresden (Kinderbüste, Statuette, verschiedene Porträtplaketten)[61]
- 1907: Deutsch-Nationale Kunstausstellung, Düsseldorf (Kinderbüste, Rahmen mit Bronze-Plaketten)[62]
- 1908: Große Kunstausstellung Dresden (Knabe)[63]
- 1908: Leipziger Kunstverein („Statuetten in Bronze und Gips, Köpfe in Bronze und Gips, Plaketten und andere Werke der Kleinkunst“)[64]
- 1909: Sächsischer Kunstverein, Dresden („beträchtliche… Anzahl von Porträtbüsten und Plaketten“)[65]
- 1912: Große Kunstausstellung Dresden (Porträtbüste des General von Krauß)[66]
- 1912: Ausstellung Frauenkunst, Sächsischer Kunstverein, Dresden (7 Statuetten, Schmuckkästchen, Tintenfass)[67]
- 1913: Galerie Eduard Schulte, Berlin (Skulpturen)[68]
- 1913: Große Berliner Kunstausstellung (Männerkopf, Marmor)[69]
- 1914: Wettbewerb für Kabinettsplastik, Akademie Dresden
- 1916: Große Berliner Kunstausstellung  (Büste meines Vaters,[70] Büste eines Geistlichen[71])
- 1917: Große Berliner Kunstausstellung im Kunstpalast zu Düsseldorf (Büste meines Vaters)[72]